# Clodovil Hernandes
Clodovil Hernandes   (Elisiário, 17 de juny de 1937 - Brasília, 17 de març de 2009), de nom real Clodovir Hernandes, fou un dissenyador de moda, actor, presentador de televisió, polític i filantrop brasiler.

## Biografia
Nascut a l'interior de São Paulo, Clodovil va començar la seva carrera com a modista a finals de la dècada del 1950, establint-se a escala nacional en la del 1970, al costat d'altres grans pioners com ara Dener Pamplona de Abreu (1937-1978). Amb el seu estudi a la ciutat de São Paulo, Clodovil va dissenyar roba d'alta costura per a moltes dones riques i famoses d'arreu del país, però també es va dedicar al prêt-à-porter, dirigit a la roba més popular, i al disseny de vestuari de pel·lícules i teatre. Va defensar la importància i l'enfortiment de la moda brasilera en l'escenari internacional. A la dècada del 1980, paral·lelament a la moda, va començar la seva carrera a la televisió com a presentador, passant per diverses emissores, on es va construir una fama de polèmic, contradictori i "franc". A causa de les seves declaracions considerades, inadequades i descorteses, sovint adreçades a altres personalitats, Clodovil va ser acomiadat repetidament i processat en processos per difamació.
Paral·lelament, es va dedicar al teatre i a la música, havent participat en algunes obres de teatre i espectacles privats en discoteques. A mitjans dels anys 2000 va entrar en política, convertint-se en el tercer diputat federal més votat del país a les eleccions del 2006, amb 493.951 vots o el 2,43% dels vots vàlids. Va ser candidat del Partit Laborista Cristià. La seva frase política va ser: "Brasília mai serà la mateixa". Clodovil va afavorir una legislació que prohibia les joguines semblants als productes del tabac, restringia les imatges violentes als telenotícies durant les hores familiars i reduïa el nombre de congressistes al parlament brasiler.
En la seva vida privada, Clodovil era obertament homosexual amb educació cristiana i opinions conservadores, la qual cosa va generar crítiques dels moviments LGBT per haver estat en contra del matrimoni gai -tot i que estava a favor de les unions civils entre persones del mateix sexe- i en contra de l'Orgull Gai, per associar-se amb la prostitució i la drogodependència. A més, va ser acusat de racisme i antisemitisme. Clodovil Hernandes va ser el primer gay obertament reconegut del Parlament del Brasil. En una entrevista a Rádio Tupi el 27 d'octubre de 2006, Clodovil va declarar que els jueus van manipular l'Holocaust i van forjar els atacs de l'11 de setembre. En la mateixa entrevista, es referia als negres com a "criolls complexos". El president de la Federació Israeliana de Rio, Osias Wurman, es va declarar indignat amb les declaracions de Clodovil, sobretot perquè provenien d'una persona procedent d'una minoria que també pateix prejudicis. Wurman va presentar una acció judicial contra Clodovil, acusant-lo de racista, a més d'enviar còpies de l'entrevista d'àudio al Departament d'Estat de Drets Humans, diputats estatals i organitzacions no governamentals vinculades al moviment negre. El nom i imatge de Clodovil van ser emprats també a pàgines polítiques de la dreta.
Clodovil Hernandes va morir a Brasília, el 17 de març de 2009, després de partir un ictus.
Sense deixar descendents ni hereus, Clodovil va registrar en el seu testament la seva voluntat de donar el seu patrimoni per crear una fundació benèfica per ajudar les noies necessitades i abandonades. L'any 2011 es va crear l'Institut Clodovil Hernandes per preservar la memòria de l'artista. El 2019, però, deu anys després de la seva mort, els actius del seu patrimoni, inclosos 3,7 milions de BRL, encara estaven bloquejats als tribunals per demandes i reclamacions.

## Carrera televisiva
- TV Mulher (Rede Globo, temporada 1980)
- Clô para os Íntimos (Rede Manchete, temporades 1987-1988)
- Noite de Gala (CNT, 1993–1995)
- Clô Soft (Rede Bandeirantes, 1996–1997)
- A Casa é Sua (Rede TV, 2004–2005)
- Clodovil Por Excelência (Rede JB)